# بخش تازه‌کند
بخش تازه‌کند، یکی از بخش‌های شهرستان پارس‌آباد در استان اردبیل ایران است. مرکز این بخش، شهر مغانسر است.

## تقسیمات کشوری
- بخش تازه‌کند
  - دهستان تازه‌کند
  - دهستان محمودآباد

شهر: مغانسر

## جمعیت
بر پایه سرشماری عمومی نفوس و مسکن در سال ۱۳۹۵، جمعیت بخش تازه‌کند برابر با ۱۳٬۰۰۶ نفر بوده‌است.